# Werner Achelis
Werner Paul Johann Achelis (* 19. April 1897 in Berlin; † 2. August 1982 in Hamburg) war ein deutscher Schriftsteller und Psychotherapeut.

## Leben

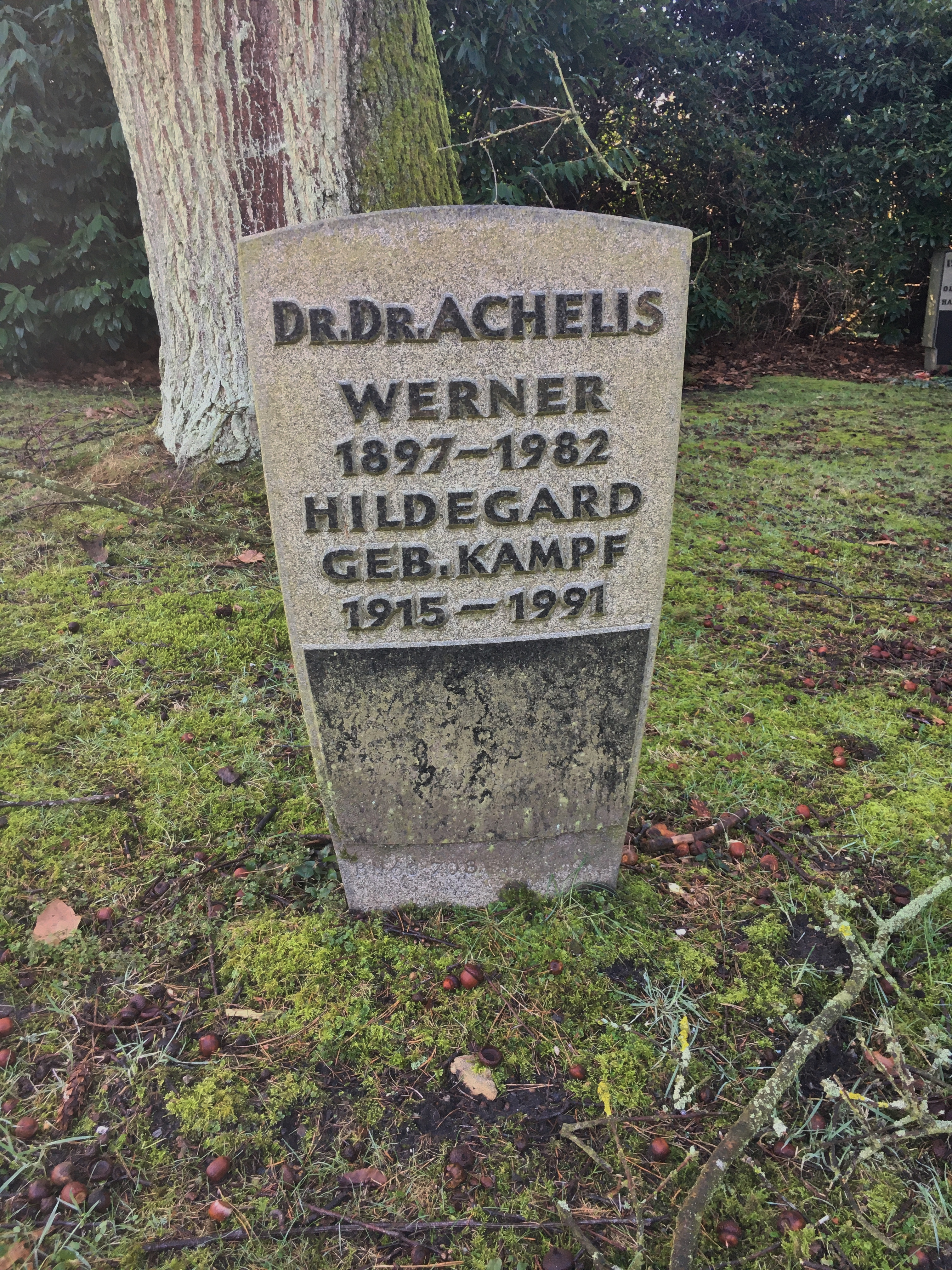
Grabstätte auf dem Friedhof Ohlsdorf im Planquadrat Bn 60

Achelis stammte aus einer Lohgerber-, Kaufmanns- und Gelehrtenfamilie, die im 17. Jahrhundert aus Rostock kommend in Bremen eingewandert war. Sein Vater war der Lehrer Johannes Eduard Achelis.
Nach dem Schul- und Gymnasiumsbesuch in Berlin nahm er am Ersten Weltkrieg teil. Im Anschluss studierte er Philosophie in Berlin und Marburg. An der Universität Marburg war er ein Schüler von Paul Natorp. Nach dem philosophischen Staatsexamen studierte er Germanistik und Religionswissenschaften und promovierte 1922 zum Dr. phil. Er verfasste mehrere psychologische Studien und betrieb eine psychotherapeutische Praxis in Berlin, wo er in der Ofener Straße 7 lebte.
Zum 1. Mai 1933 trat er in die NSDAP ein (Mitgliedsnummer 3.010.483) und war dort Blockleiter. 1939 war er zudem noch Mitglied in der NSV und im NSDStB. Während des Zweiten Weltkrieges arbeitete er als wissenschaftlicher Assistent an der Universitätsklinik für natürliche Heilweisen und ging dann nach Hamburg, wo er wieder als niedergelassener Psychotherapeut wirkte.
Werner Achelis verstarb 85-jährig und wurde auf dem Friedhof Ohlsdorf beigesetzt.

## Werke (Auswahl)
- Die Deutung Augustins. Prien-am-Chiemsee 1920. (Die erste Anwendung Freudscher Interpretationsprinzipien auf das Leben und Denken des christlichen Heiligen.)
- Die philosophische Reichweite der Graphologie. Kettwig 1925.
- Das Problem des Traumes. Eine philosophische Abhandlung. Stuttgart 1928.
- Principia mundi. Stuttgart 1930.